# Bistum Bokungu-Ikela
Das Bistum Bokungu-Ikela (lateinisch Dioecesis Bokunguensis-Ikelaensis) ist eine in der Demokratischen Republik Kongo gelegene römisch-katholische Diözese mit Sitz in Bokungu.

## Geschichte
Das Bistum Bokungu-Ikela wurde am 11. September 1961 durch Papst Johannes XXIII. mit der Apostolischen Konstitution Mater Ecclesia aus Gebietsabtretungen des Erzbistums Coquilhatville als Bistum Ikela errichtet. Am 11. Juni 1967 wurde das Bistum Ikela in Bistum Bokungu-Ikela umbenannt.
Das Bistum Bokungu-Ikela ist dem Erzbistum Mbandaka-Bikoro als Suffraganbistum unterstellt.

## Ordinarien

### Bischöfe von Ikela
- Josef Weigl MSC, 1961–1967

### Bischöfe von Bokungu-Ikela
- Josef Weigl MSC, 1967–1982
- Joseph Kumuondala Mbimba, 1982–1991, dann Erzbischof von Mbandaka-Bikoro
- Joseph Mokobe Ndjoku, 1993–2001, dann Bischof von Basankusu
- Fridolin Ambongo Besungu OFMCap, 2004–2016, dann Erzbischof von Mbandaka-Bikoro
- Toussaint Iluku Bolumbu MSC, seit 2019